# Tonkatsu

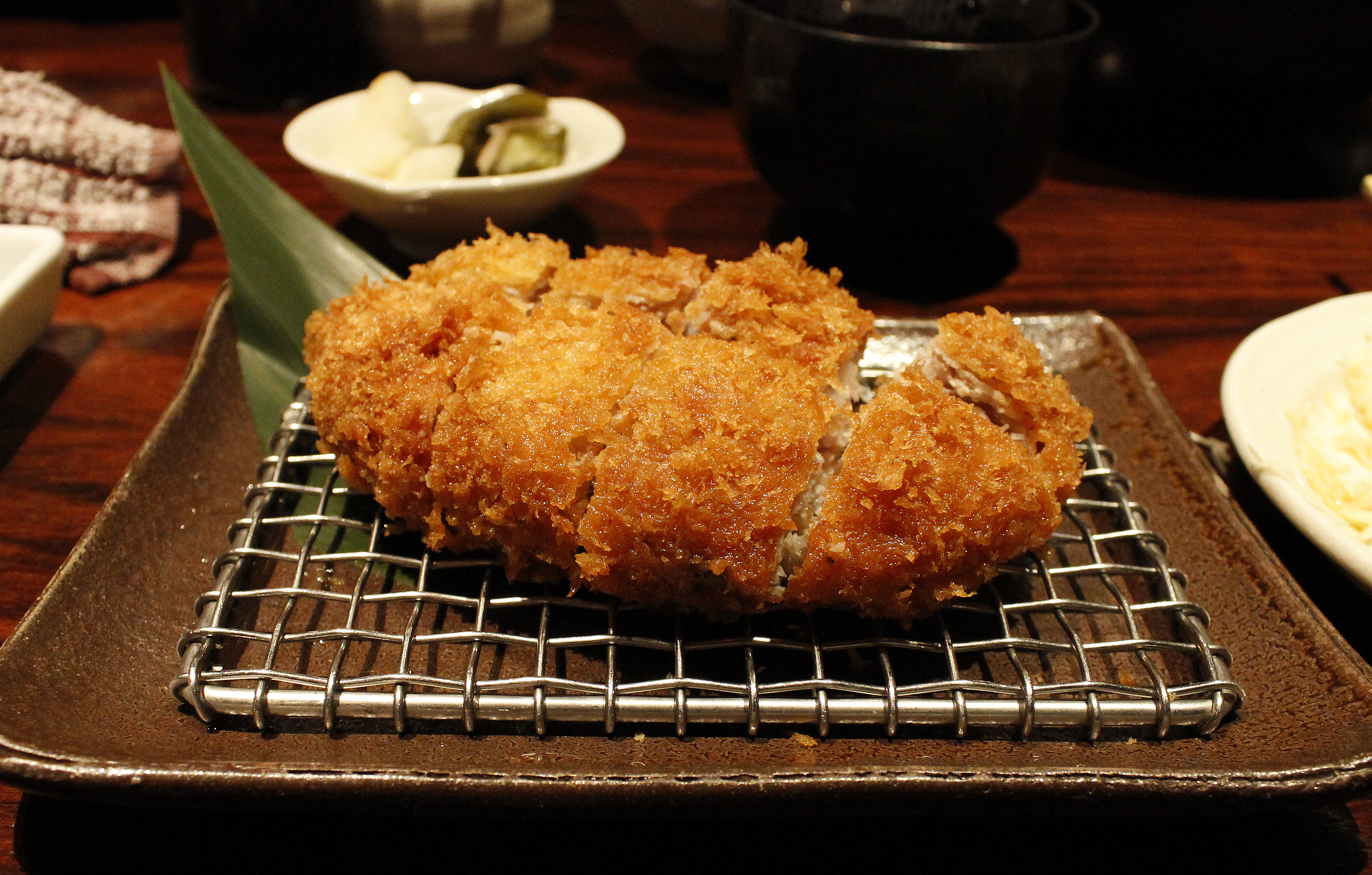
Tonkatsu.

El tonkatsu (豚カツ, とんかつ, o トンカツ?) es un plato muy popular en Japón, inventado a finales del siglo XIX. Se trata de una chuleta de cerdo de un centímetro de ancho empanada y frita, troceada; habitualmente se añade a la carne sal y pimienta y se pasa por harina, posteriormente huevos batidos y se finaliza pasando por panko (copos de pan japoneses) antes de freírlo.
Deriva de la côtelette de veau francesa, un filete de ternera empanado y frito en mantequilla típico de la gastronomía francesa que fue introducido en Japón a finales del siglo XIX.
En sus orígenes se consideraba un tipo de yōshoku —versiones japonesas de comida occidental inventadas a finales del siglo XIX y principios del XX— y se le denominó katsu-retsu ("chuleta") o simplemente katsu. Los primeros katsu-retsu se elaboraban con ternera; se dice que la versión con carne de pollo, parecida al actual tonkatsu, se sirvió por primera vez en 1890 en un restaurante en Ginza, Tokio. El término "tonkatsu" se acuñó en los años 1930.

## Variaciones
El tonkatsu se ha adaptado al gusto japonés más profundamente que otros yōshoku y hoy en día se sirve con arroz, sopa de miso y tsukemono, al más puro estilo washoku (comida tradicional japonesa), y se come con palillos. Incluso algunos establecimientos suelen servirlo con el más tradicionalmente japonés daikon rallado y ponzu en vez de con salsa tonkatsu.
El tonkatsu se sirve también como relleno para sándwiches (Katsu sando) o con curry japonés (katsukarē). Se sirve a veces con huevo en un gran tazón de arroz como katsudon —un plato para comidas informales que consta de un único tazón de comida—.
Independientemente de su presentación, el tonkatsu suele comerse siempre con una salsa japonesa espesa tipo Worcestershire que se denomina salsa tonkatsu (tonkatsu sōsu - トンカツソース), aunque habitualmente se la conoce simplemente como sōsu ("salsa"), aunque también se puede acompañar con un poco del especiado karashi amarillo (mostaza japonesa) o quizá con una rodaja de limón. Hay quien lo prefiere con salsa de soja. En Nagoya y sus alrededores, la especialidad es el miso katsu —un tonkatsu que se come con una salsa a base de miso—.